# Careva Draga
Careva Draga – wieś w Chorwacji, w żupanii zagrzebskiej, w gminie Krašić. W 2011 roku liczyła 5 mieszkańców.